# Remilly-sur-Lozon
Remilly-sur-Lozon és un municipi francès situat al departament de la Manche i a la regió de Normandia. L'any 2007 tenia 656 habitants.

## Demografia

### Població
El 2007 la població de fet de Remilly-sur-Lozon era de 656 persones. Hi havia 258 famílies de les quals 73 eren unipersonals (17 homes vivint sols i 56 dones vivint soles), 73 parelles sense fills, 86 parelles amb fills i 26 famílies monoparentals amb fills.
La població ha evolucionat segons el següent gràfic:
Habitants censats

### Habitatges
El 2007 hi havia 302 habitatges, 260 eren l'habitatge principal de la família, 29 eren segones residències i 13 estaven desocupats. 298 eren cases i 2 eren apartaments. Dels 260 habitatges principals, 188 estaven ocupats pels seus propietaris, 70 estaven llogats i ocupats pels llogaters i 2 estaven cedits a títol gratuït; 1 tenia una cambra, 5 en tenien dues, 41 en tenien tres, 80 en tenien quatre i 133 en tenien cinc o més. 203 habitatges disposaven pel capbaix d'una plaça de pàrquing. A 129 habitatges hi havia un automòbil i a 89 n'hi havia dos o més.

### Piràmide de població
La piràmide de població per edats i sexe el 2009 era:
| Homes | Edats   | Dones |
| ----- | ------- | ----- |
| 0     | 95 o +  | 4     |
| 0     | 90 a 94 | 4     |
| 0     | 85 a 89 | 4     |
| 8     | 80 a 84 | 4     |
| 8     | 75 a 79 | 20    |
| 4     | 70 a 74 | 16    |
| 44    | 65 a 69 | 24    |
| 16    | 60 a 64 | 20    |
| 0     | 55 a 59 | 8     |
| 16    | 50 a 54 | 20    |
| 28    | 45 a 49 | 28    |
| 12    | 40 a 44 | 12    |
| 16    | 35 a 39 | 12    |
| 24    | 30 a 34 | 8     |
| 16    | 25 a 29 | 12    |
| 28    | 20 a 24 | 20    |
| 24    | 15 a 19 | 4     |
| 8     | 10 a 14 | 12    |
| 16    | 5 a 9   | 16    |
| 16    | 0 a 4   | 16    |

## Economia
El 2007 la població en edat de treballar era de 368 persones, 255 eren actives i 113 eren inactives. De les 255 persones actives 226 estaven ocupades (125 homes i 101 dones) i 29 estaven aturades (13 homes i 16 dones). De les 113 persones inactives 40 estaven jubilades, 28 estaven estudiant i 45 estaven classificades com a «altres inactius».

### Ingressos
El 2009 a Remilly-sur-Lozon hi havia 265 unitats fiscals que integraven 650 persones, la mediana anual d'ingressos fiscals per persona era de 13.441,5 €.

### Activitats econòmiques
Dels 35 establiments que hi havia el 2007, 1 era d'una empresa alimentària, 2 d'empreses de fabricació d'altres productes industrials, 6 d'empreses de construcció, 9 d'empreses de comerç i reparació d'automòbils, 3 d'empreses de transport, 2 d'empreses financeres, 1 d'una empresa immobiliària, 1 d'una empresa de serveis, 5 d'entitats de l'administració pública i 5 d'empreses classificades com a «altres activitats de serveis».
Dels 10 establiments de servei als particulars que hi havia el 2009, 1 era una oficina de correu, 1 una oficina bancària, 2 tallers de reparació d'automòbils i de material agrícola, 1 paleta, 2 lampisteries i 3 perruqueries.
Dels 4 establiments comercials que hi havia el 2009, 2 eren botiges de menys de 120 m², 1 una botiga de menys de 120 m² i 1 una fleca.
L'any 2000 a Remilly-sur-Lozon hi havia 34 explotacions agrícoles que ocupaven un total de 520 hectàrees.

## Equipaments sanitaris i escolars
L'únic equipament sanitari que hi havia el 2009 era una farmàcia.
El 2009 hi havia una escola elemental integrada dins d'un grup escolar amb les comunes properes formant una escola dispersa.

## Poblacions més properes
El següent diagrama mostra les poblacions més properes.